# Oluchi Onweagba
Oluchi Onweagba (* 1. August 1980 in Lagos) ist ein nigerianisches Model.
Oluchi Onweagba gewann 1998 den Model-Wettbewerb Face of Africa des TV-Senders M-Net. Sie erhielt einen Modelvertrag und lief auf Schauen für Giorgio Armani, Helmut Lang, Christian Lacroix und viele mehr. Als Covermodel war sie auf der Elle und Vogue zu sehen. In Anzeigenkampagnen modelte sie für Hennes & Mauritz, Lancôme, Gap Inc. und Coca-Cola. 
Bei den Victoria’s Secret Fashion Shows lief sie von 2002 bis 2007. Von 2005 bis 2008 war sie in der Sports Illustrated-Swimsuit Issue zu sehen.